# Битва при Осонилле
Битва при Осонилле произошла 30 ноября 1811 года в нынешнем муниципалитете Тарделькуэнде (провинция Сория) во время Пиренейской войны. В ходе сражения испанские войска разгромили французов.

## Предыстория
В конце ноября 1811 года Северная армия во главе с бригадным генералом Хосе Хоакином Дураном находилась в Вильяленгуа (Арагон), после того, как совместно с войсками Хуана Мартина Диаса участвовала в блокадах французских гарнизонов в Калатаюде (капитулировал 4 октября) и Ла-Альмунья-де-Донья-Година (капитулировал 7 ноября). Армия насчитывала 3 тыс. пехотинцев и 500 кавалеристов. От одного из осведомителей Дуран получил известие о том, что французская колонна разграбляет муниципалитет Берланга.
Дуран отправился туда форсированным маршем, пройдя через Альмасан, решив устроить засаду на колонну, когда та вернётся в Сорию. Он знал приблизительный обратный маршрут французов, так как стало известно, что те приказали готовить продовольствие в Кинтана-Редонде. После перехода через леса, которые граничат с бассейном реки Изана, было решено действовать в районе небольшого городка Осонилла. Кавалерийские войска, возглавляемые подполковником Амором, после прохождения через Кинтана-Редонда были распределены в районе монастыря и городка Ла-Ревилья-де-Калатаньясор в северо-западной части равнины, ставшей полем битвы. Батальон Numantinos (названный в честь города Нуманция) устроил засаду перед дорогой, рядом с лесом. На правом фланге расположились войска из Сории, на левом из Риохи; артиллерийская рота постаралась использовать все неровности местности возле деревни Кашкайос. Хосе Хоакин Дуран напомнил солдатам о приказе уважать жизнь заключенных.
Французские войска в 1 тыс. пехотинцев, имевшие при себе 70 или 80 лошадей, шли медленно, как из-за обильной добычи, которую они везли, так и из-за страха попасть в засаду. Таким образом, они проявили особую осторожность при прохождении места, известного как Портильо де Андалуз, где дорога сужалась и где они ожидали нападения. Пройдя мимо Фуэнтепинильи, в полдень они остановились на обед в низине недалеко от Осониллы.
Пока пехота отдыхала, патруль французской кавалерии подошел к лесу и обнаружил засаду. Подняв тревогу, французские войска спешно перегруппировались и встали в оборону. Потеряв преимущество неожиданности, испанские солдаты начали атаку. Французы пытались сопротивляться, но превосходство испанцев вскоре стало очевидным. Французы начали отступление, которое вскоре превратилось в поспешное и неорганизованное бегство. Испанцы преследовали их до городка Навалькабалло, где Дуран приказал остановить преследование и вернуться в Альмасан.
Испанское командование оценило потери противника в 600 человек. Приблизительно две трети были из них убиты, включая трёх офицеров. Было взято 46 пленных, которые вместе с захваченными ранее 20 французами были отправлены в штаб-квартиру генерала Хоакина Блейка.
Победа испанцев продемонстрировала их отличные тактические возможности и, помимо захвата необходимых припасов, улучшила их моральный духа. Также во время битвы были освобождены два сотрудника Королевского казначейства, которые перевозились в качестве заключённых.